# 石韜 (三国時代)
石 韜（せき とう、生没年不詳）は、中国後漢末期から三国時代にかけての政治家。字は広元（一般に石広元の呼び名で知られる）。豫州潁川郡（現：河南省）の人。

## 生涯
中平年間（184年 - 189年）に中原が乱れると、同郷の士である徐庶と荊州に逃れる。荊州に来て以降は徐庶と共に、彼ら同様に戦乱を避け荊州に逃れて来た諸葛亮（字：孔明）、孟建（字：公威）、崔州平らと交友し学びを深めた。このことから石韜、徐庶、孟建、崔州平は「諸葛四友」と呼ばれる。
以降、魏に仕官し、その官職は太守から典農校尉に至った。

## 評価

### 諸葛亮の評
諸葛亮が荊州の隆中にいた頃、諸葛亮は学友の石韜、徐庶、孟建の才を見て「君たちは出仕すれば州刺史や郡守にはなれよう」と評した。
また、諸葛亮が隴西へ出兵した際、敵国魏にいる徐庶と石韜の官位を知り、「魏には多くの士がいるのだろう、どうして二人が用いられていないのだろうか」と嘆いた。

## 三国志演義
小説『三国志演義』では、石広元として登場し、孟公威（孟建）と酒を飲んでいたところ、三顧の礼で諸葛亮の庵を再び訪れようとしていた劉備と出会う。